# Parepisparis rubricosa
Parepisparis rubricosa är en fjärilsart som beskrevs av Turner 1930. Parepisparis rubricosa ingår i släktet Parepisparis och familjen mätare. Inga underarter finns listade i Catalogue of Life.